# Municipalité du district de Šalčininkai
La municipalité du district de Šalčininkai (en lituanien : Šalčininkų rajono savivaldybė, en polonais : Gmina rejonowa Soleczniki) est l'une des soixante municipalités de Lituanie. Son chef-lieu est Šalčininkai. La minorité polonaise représentait 80 % des habitants au recensement de 2001.

## Seniūnijos de la municipalité du district de Šalčininkai
- Akmenynės seniūnija (Akmenynė)
- Baltosios Vokės seniūnija (Baltoji Vokė)
- Butrimonių seniūnija (Butrimonys)
- Dainavos seniūnija (Dainava)
- Dieveniškių seniūnija (Dieveniškės)
- Eišiškių seniūnija (Eišiškės)
- Gerviškių seniūnija (Gerviškės)
- Jašiūnų seniūnija (Jašiūnai)
- Kalesninkų seniūnija (Kalesninkai)
- Pabarės seniūnija (Pabarė)
- Poškonių seniūnija (Poškonys)
- Šalčininkų seniūnija (Šalčininkai)

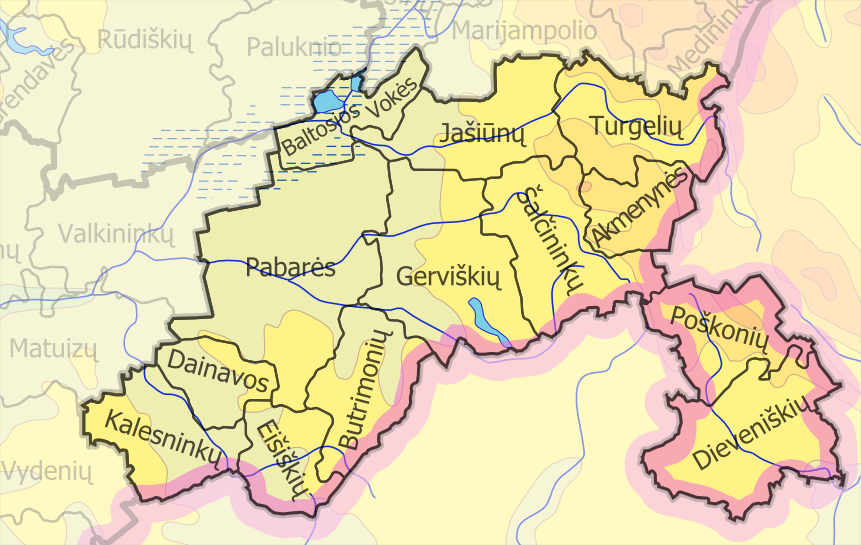
Seniūnijos de la municipalité du district de Šalčininkai.

- Turgelių seniūnija (Turgeliai)